# Спарбанкен Арена
Стадион «Спарбанкен Арена» (швед. Sparbanken Lidköping Arena) — спортивное сооружение в Лидчёпинге, Швеция. Сооружение предназначено для проведения матчей по хоккею с мячом. Арену для домашних игр использует, команда по хоккею с мячом — «Вилла Лидчёпинг». Трибуны спортивного комплекса вмещают 4 250 зрителей.
Открыта арена в 2009 году.
Инфраструктура: искусственный лёд, крыша.

## Информация
Адрес: Лидчёпинг, Mellbygatan, 52 (Lidköping)